# Departament de Justícia i Qualitat Democràtica de la Generalitat de Catalunya
El conseller de Justícia i Qualitat Democràtica de la Generalitat de Catalunya és el màxim representant del Departament de Justícia i Qualitat Democràtica. L'actual conseller és Ramon Espadaler i Parcerisas, des de l'11 d'agost de 2024.

## Funcions
Corresponen al Departament de Justícia i Qualitat Democràtica les funcions:
- Les funcions relacionades amb l'Administració de justícia a Catalunya i la seva modernització.
- Els serveis penitenciaris, la reinserció i la justícia juvenil.
- La conservació, l'actualització i el desenvolupament del dret civil de Catalunya.
- Les associacions, les fundacions, els col·legis professionals i les acadèmies.
- Els notaris i registradors.
- La promoció i desenvolupament dels mitjans alternatius de resolució de conflictes.
- La memòria democràtica.
- Els processos electorals.
- Els afers religiosos.
- Les polítiques de qualitat democràtica.
- Qualsevol altra que li atribueixin les lleis i altres disposicions.

## Institut de Medicina Legal i Ciències Forenses de Catalunya (IMLCFC)
L'Institut de Medicina Legal i Ciències Forenses de Catalunya és un òrgan tècnic al servei de l'Administració de justícia, adscrit al Departament de Justícia i Qualitat Democràtica i dependent de la Secretaria per a l'Administració de Justícia, amb seu a la Ciutat de la Justícia de Barcelona i l'Hospitalet de Llobregat. L'Institut té una doble missió d'auxiliar els jutjats, tribunals, fiscalies, etc. mitjançant la pràctica de proves pericials mèdiques previstes en la normativa i de realitzar docència i investigació relacionades amb la medicina legal i forense.

## Centre d'Iniciatives per a la Reinserció (CIRE)

El Centre d'Iniciatives per a la Reinserció (CIRE), creat per la Llei 5/1989, de 12 de maig, és l'empresa pública del Departament de Justícia i Qualitat Democràtica que té com a objectiu fonamental la reinserció sociolaboral de les persones privades de llibertat, a través de la formació en oficis i el treball productiu.

## Centre de Mediació de Catalunya
El Centre de Mediació de Catalunya, creat per la Llei 15/2009, de 22 de juliol, de mediació en l'àmbit del dret privat, és una institució, adscrita al Departament de Justícia i Qualitat Democràtica que té com a principals objectius fomentar i difondre la mediació i facilitar-hi l'accés a tots els ciutadans, estudiar les tècniques de mediació, gestionar el Registre general de persones mediadores en l'àmbit familiar i el Registre general de persones mediadores en els àmbits de dret privat, designar la persona mediadora, fer el seguiment del procediment, homologar els estudis, els cursos i la formació específica en matèria de mediació, i organitzar el servei públic. L'any 2015 va presentar el Pla Nacional d'Impuls de la Mediació.

## Centre d'Estudis Jurídics i Formació Especialitzada (CEJFE)
El Centre d'Estudis Jurídics i Formació Especialitzada (CEJFE) és un organisme autònom administratiu adscrit al Departament de Justícia i Qualitat Democràtica de la Generalitat de Catalunya, creat per la Llei 18/1990, de 15 de novembre, amb la finalitat de desenvolupar activitats de formació especialitzada i d'investigació en l'àmbit del dret i la justícia.
La missió principal del Centre consisteix a planificar i organitzar la formació de tot el personal que treballa al Departament de Justícia, així com fomentar la recerca en estudis sobre l'execució penal i les ciències de la criminologia, l'Administració de justícia i el dret propi de Catalunya.

## Memorial Democràtic

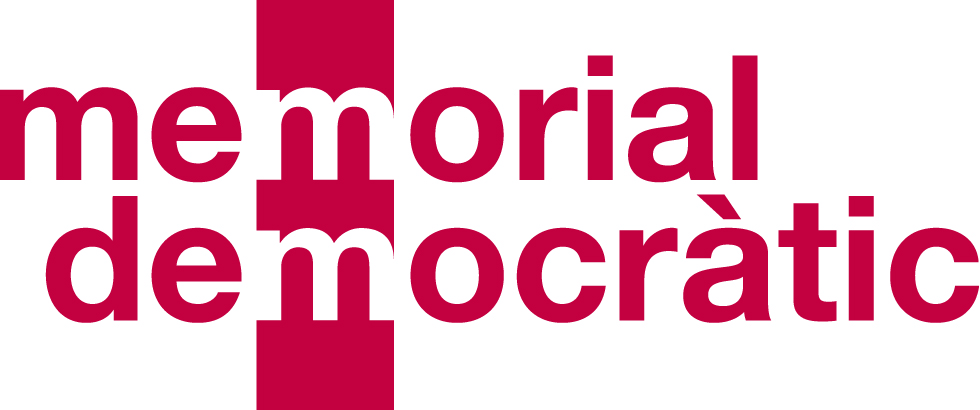

El Memorial Democràtic de Catalunya és una institució pública de la Generalitat de Catalunya, independent de tota opció política, religiosa o ideològica, que persegueix el respecte dels drets humans. Fou creat l'1 de novembre de 2007 amb la Llei 13/2007, del 31 d'octubre, del Memorial Democràtic.

## Centre d’Història Contemporània de Catalunya (CHCC)

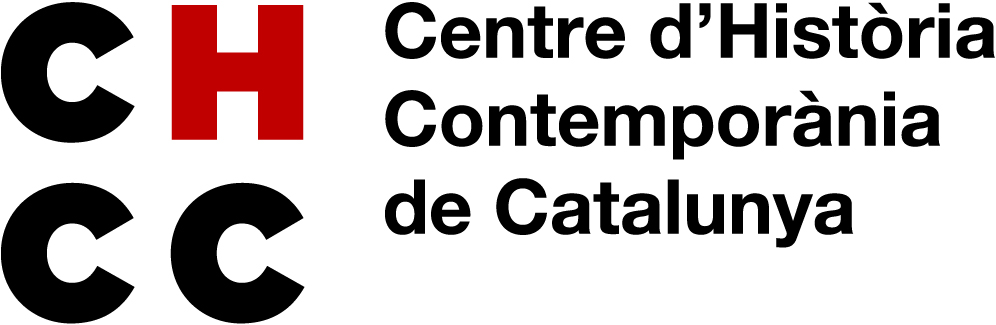

El Centre d’Història Contemporània de Catalunya (CHCC) té com a objectiu la recollida de documentació sobre la història contemporània de Catalunya i fomentar la seva investigació i divulgació. D’aquesta manera, el CHCC promou i en alguns casos dirigeix estudis i treballs d’investigació, així com la redacció de memòries de persones que evoquen vivències de la Guerra Civil, la postguerra, la lluita antifranquista i l'exili.

## Llista de consellers
| #                                                      | Legislatura                                | Nom                                        | Nom                                        | Inici mandat                               | Fi mandat                                  | Partit polític                             | Partit polític                             |
| Conselleria de Justícia i Dret (1931-1939)             | Conselleria de Justícia i Dret (1931-1939) | Conselleria de Justícia i Dret (1931-1939) | Conselleria de Justícia i Dret (1931-1939) | Conselleria de Justícia i Dret (1931-1939) | Conselleria de Justícia i Dret (1931-1939) | Conselleria de Justícia i Dret (1931-1939) | Conselleria de Justícia i Dret (1931-1939) |
| ------------------------------------------------------ | ------------------------------------------ | ------------------------------------------ | ------------------------------------------ | ------------------------------------------ | ------------------------------------------ | ------------------------------------------ | ------------------------------------------ |
| 1                                                      | 1931-1932                                  |                                            | Pere Comas i Calvet                        | 28 d'abril de 1931                         | 24 de gener de 1933                        |                                            | Esquerra Republicana de Catalunya          |
| 1                                                      | 1932-1933                                  |                                            | Pere Comas i Calvet                        | 28 d'abril de 1931                         | 24 de gener de 1933                        |                                            | Esquerra Republicana de Catalunya          |
| 2                                                      |                                            | Pere Corominas i Montanya                  | 24 de gener de 1933                        | 3 de gener de 1934                         |                                            |                                            | Esquerra Republicana de Catalunya          |
| 3                                                      | 1934-1939                                  |                                            | Joan Lluhí i Vallescà                      | 3 de gener de 1934                         | 6 d'octubre de 1934                        |                                            | Partit Nacionalista Republicà d'Esquerra   |
| 3                                                      | 1934-1939                                  | 1 de març de 1936                          | Joan Lluhí i Vallescà                      | 26 de maig de 1936                         |                                            |                                            | Partit Nacionalista Republicà d'Esquerra   |
| -                                                      | 1934-1939                                  |                                            | Pere Comas i Calvet                        | 26 de maig de 1936                         | 31 de juliol de 1936                       |                                            | Esquerra Republicana de Catalunya          |
| 4                                                      | 1934-1939                                  |                                            | Josep Quero i Molares                      | 31 de juliol de 1936                       | 26 de setembre de 1936                     |                                            | Esquerra Republicana de Catalunya          |
| 5                                                      | 1934-1939                                  |                                            | Andreu Nin i Pérez                         | 26 de setembre de 1936                     | 17 de desembre de 1936                     |                                            | Partit Obrer d'Unificació Marxista         |
| 6                                                      | 1934-1939                                  |                                            | Rafael Vidiella i Franch                   | 17 de desembre de 1936                     | 3 d'abril de 1937                          | Unió General de Treballadors               |                                            |
| 7                                                      | 1934-1939                                  |                                            | Joan Comorera i Soler                      | 3 d'abril de 1937                          | 5 de maig de 1937                          | Unió General de Treballadors               |                                            |
| -                                                      | 1934-1939                                  |                                            | Rafael Vidiella i Franch                   | 5 de maig de 1937                          | 29 de juny de 1937                         | Unió General de Treballadors               |                                            |
| Departament de Justícia (1980-2002)                    |                                            |                                            |                                            |                                            |                                            |                                            |                                            |
| 8                                                      | I                                          |                                            | Ignasi de Gispert i Jordà                  | 8 de maig de 1980                          | 24 d'agost de 1982                         |                                            | Unió Democràtica de Catalunya              |
| 9                                                      | I                                          |                                            | Agustí Bassols i Parés                     | 24 d'agost de 1982                         | 9 de maig de 1986                          |                                            | Unió Democràtica de Catalunya              |
| 9                                                      | II                                         |                                            | Agustí Bassols i Parés                     | 24 d'agost de 1982                         | 9 de maig de 1986                          |                                            | Unió Democràtica de Catalunya              |
| 10                                                     |                                            | Joaquim Xicoy i Bassegoda                  | 9 de maig de 1986                          | 4 de juliol de 1988                        |                                            |                                            | Unió Democràtica de Catalunya              |
| -                                                      | III                                        |                                            | Agustí Bassols i Parés                     | 4 de juliol de 1988                        | 22 de desembre de 1992                     |                                            | Unió Democràtica de Catalunya              |
| -                                                      | IV                                         |                                            | Agustí Bassols i Parés                     | 4 de juliol de 1988                        | 22 de desembre de 1992                     |                                            | Unió Democràtica de Catalunya              |
| 11                                                     |                                            | Antoni Isac i Aguilar                      | 22 de desembre de 1992                     | 1 de febrer de 1995                        |                                            |                                            | Unió Democràtica de Catalunya              |
| 12                                                     |                                            | Núria de Gispert i Català                  | 1 de febrer de 1995                        | 5 de febrer de 2001                        |                                            |                                            | Unió Democràtica de Catalunya              |
| 12                                                     | V                                          | Núria de Gispert i Català                  | 1 de febrer de 1995                        | 5 de febrer de 2001                        |                                            |                                            | Unió Democràtica de Catalunya              |
| 12                                                     | VI                                         | Núria de Gispert i Català                  | 1 de febrer de 1995                        | 5 de febrer de 2001                        |                                            |                                            | Unió Democràtica de Catalunya              |
| 13                                                     |                                            | Josep-Delfí Guàrdia i Canela               | 5 de febrer de 2001                        | 4 de novembre de 2002                      |                                            |                                            | Unió Democràtica de Catalunya              |
| Departament de Justícia i Interior (2002-2003)         |                                            |                                            |                                            |                                            |                                            |                                            |                                            |
| -                                                      | VI                                         |                                            | Núria de Gispert i Català                  | 4 de novembre de 2002                      | 17 de desembre de 2003                     |                                            | Unió Democràtica de Catalunya              |
| Departament de Justícia (2003-2022)                    |                                            |                                            |                                            |                                            |                                            |                                            |                                            |
| 14                                                     | VII                                        |                                            | Josep Maria Vallès i Casadevall            | 17 de desembre de 2003                     | 29 de novembre de 2006                     |                                            | Ciutadans pel Canvi                        |
| 15                                                     | VIII                                       |                                            | Montserrat Tura i Camafreita               | 29 de novembre de 2006                     | 29 de desembre de 2010                     | Partit dels Socialistes de Catalunya       |                                            |
| 16                                                     | IX                                         |                                            | Pilar Fernández i Bozal                    | 29 de desembre de 2010                     | 27 de desembre de 2012                     |                                            | Independent                                |
| 17                                                     | X                                          |                                            | Germà Gordó i Aubarell                     | 27 de desembre de 2012                     | 14 de gener de 2016                        | Convergència Democràtica de Catalunya      |                                            |
| 18                                                     | XI                                         |                                            | Carles Mundó i Blanch                      | 14 de gener de 2016                        | 28 d'octubre de 2017                       |                                            | Esquerra Republicana de Catalunya          |
| 19                                                     | XII                                        |                                            | Ester Capella i Farré                      | 29 de maig de 2018                         | 26 de maig de 2021                         |                                            | Esquerra Republicana de Catalunya          |
| 20                                                     | XIII                                       |                                            | Lourdes Ciuró i Buldó                      | 26 de maig de 2021                         | 10 d'octubre de 2022                       |                                            | Junts per Catalunya                        |
| Departament de Justícia, Drets i Memòria (2022-2024)   |                                            |                                            |                                            |                                            |                                            |                                            |                                            |
| 21                                                     | XIII                                       |                                            | Gemma Ubasart i González                   | 10 d'octubre de 2022                       | 12 d'agost de 2024                         |                                            | Independent                                |
| Departament de Justícia i Qualitat Democràtica (2024-) |                                            |                                            |                                            |                                            |                                            |                                            |                                            |
| 22                                                     | XV                                         |                                            | Ramon Espadaler i Parcerisas               | 11 d'agost de 2024                         | En el càrrec                               |                                            | Units per Avançar                          |